# Meenon, Wisconsin
Meenon este un oraș din comitat Burnett, statul Wisconsin, Statele Unite ale Americii.